# Septfonds
Septfonds is een gemeente in het Franse departement Tarn-et-Garonne (regio Occitanie) en telt 1860 inwoners (1999). De plaats maakt deel uit van het arrondissement Montauban.
In 1939 werd het camp de Septfonds of Camp de Judes geopend voor vluchtelingen van de Spaanse Burgeroorlog. Meer dan 16.000 Spaanse vluchtelingen verbleven hier. In 1940 werd het omgevormd tot een militair kamp. Tussen 1941 en 1944 werden er "ongewenste" buitenlanders opgevangen. Ongeveer 300 Joden werden vanuit Septfonds naar Drancy en later naar Auschwitz gevoerd.

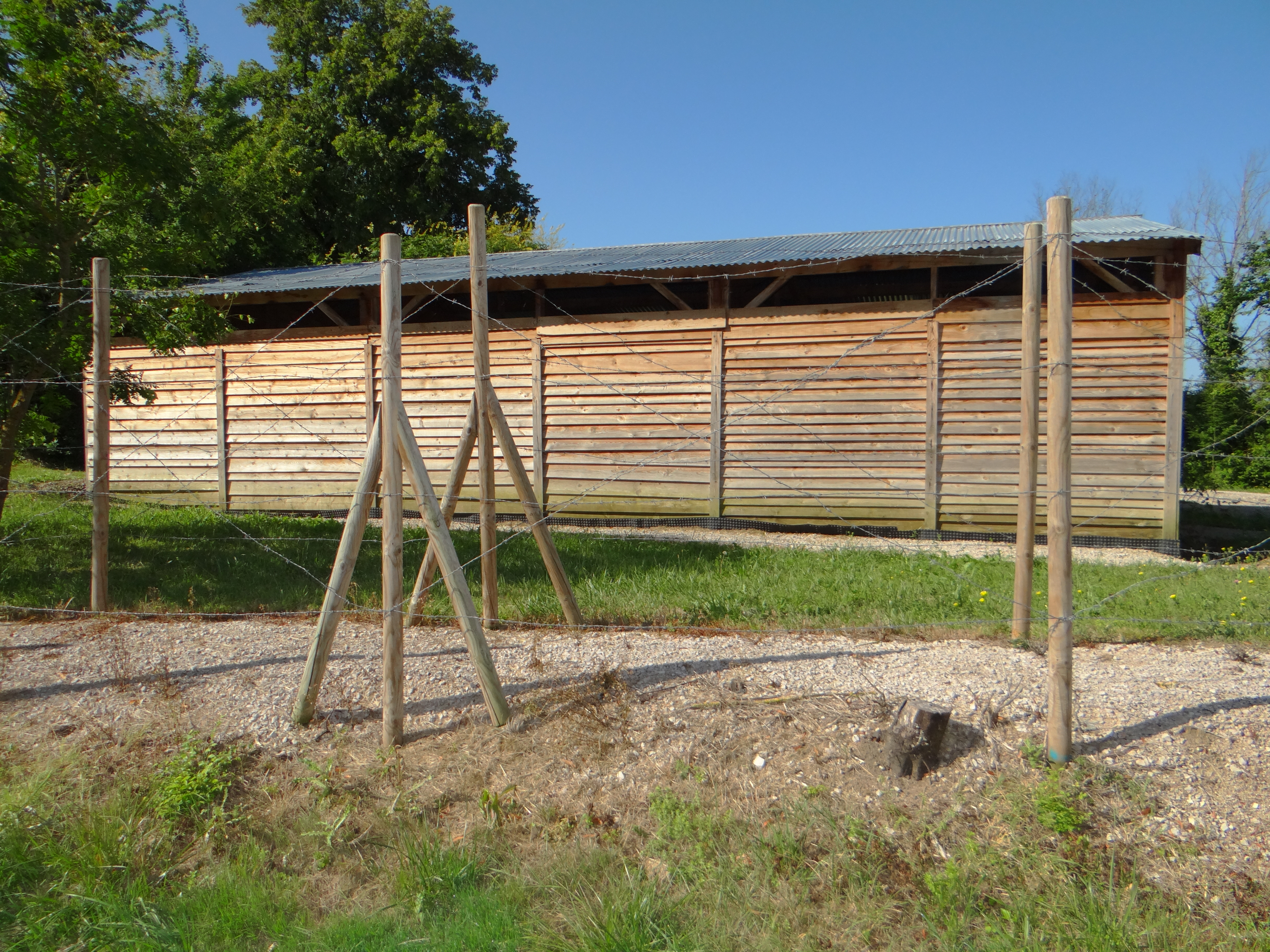
Camp de Judes

## Geografie
De oppervlakte van Septfonds bedraagt 27,0 km², de bevolkingsdichtheid is 68,9 inwoners per km².

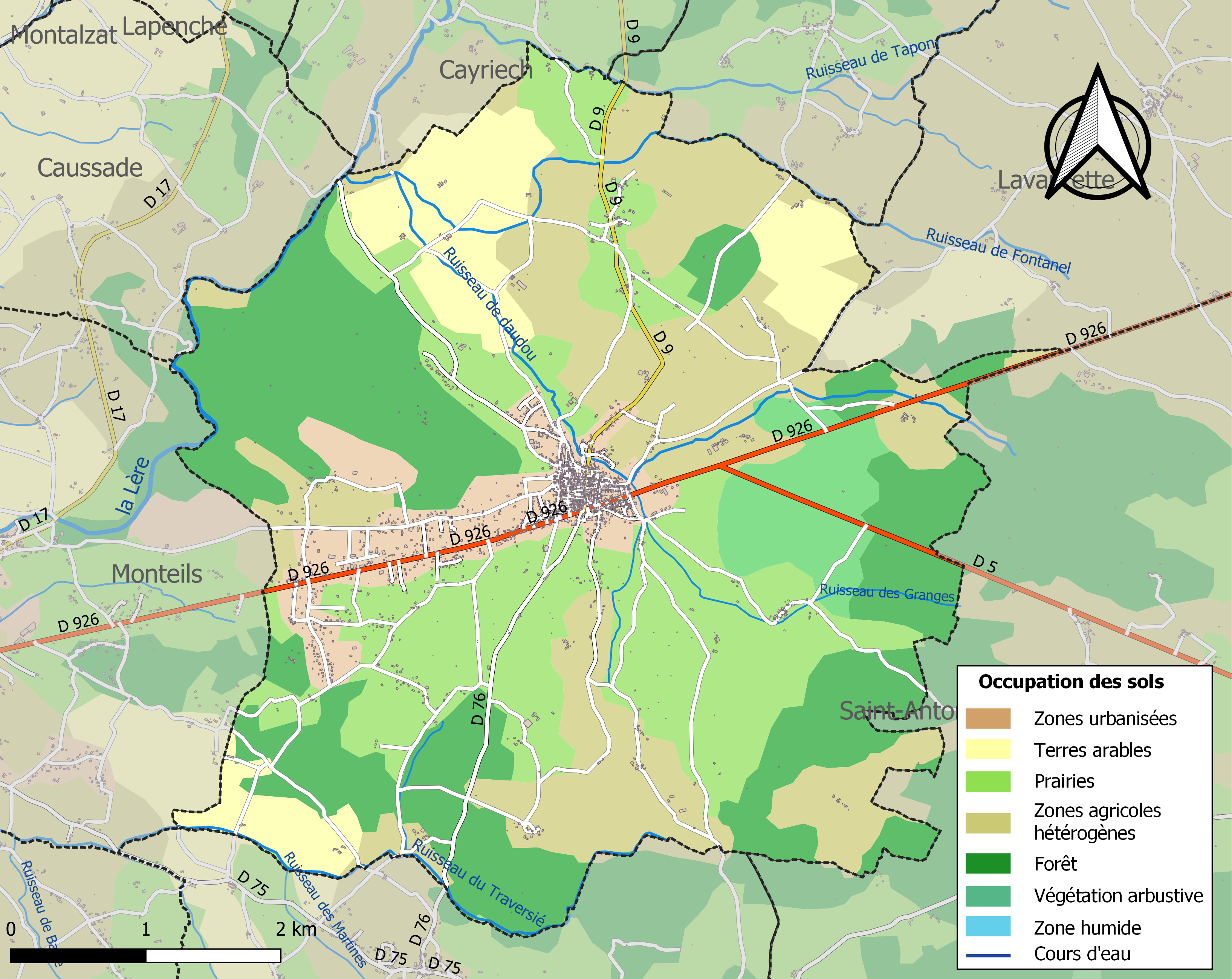
Kaart van de gemeente met de belangrijkste infrastructuur, bodemgebruik en omliggende gemeenten

## Demografie
Onderstaande figuur toont het verloop van het inwonertal (bron: INSEE-tellingen).